# Авро Ансон
Авро Ансон  је лаки британски двомоторни, вишенаменски авион пројектован 1930-их година и коришћен пре у току и након Другог светског рата. Када је пројектован намена му је била путнички и лаки транспортни авион. Избијањем Другог светског рата намена му се променила тако да је коришћен као патролни (извиђачки) авион, авион за обуку пилота вишемоторних авиона, радио оператера и навигатора, служио је као пратилац поморских конвоја и лаки бомбардер и противподморнички авион. Произведен је у преко 11.000 примерака.

## Пројектовање и развој
Британско Министарство ваздухопловства је 1933. године предложило Краљевском ратном ваздухопловству (РАФ) да за приобална поморска извиђања и патролирања користи релативно јефтине класичне авионе, уместо скупих летећим бродовима који је РАФ користио за приморска извиђања. Министарство ваздухопловства је расписало тендер са дефинисаним условима за такав авион. На тендеру су учествовали фирме Авро и де Хевиланд. Авро је понудио авион Авро 652А, модификовану верзију свога двомоторног, нискокрилног путничког авиона за 6 путника Авро 652, а де Хавиланд авион DH.89. Авион Авро 652А полетео је 24. марта 1935. а де Хавиланд DH.89М од 11. до 17. маја 1935. године. Авро 652А се показао супериоран, и изабран је као победник такмичења 25. маја. 1935. године. Авион је пројектовао главни конструктор фирме Авро Roy Chadwick а авион је добио име „Ансон” по имену британског адмирала Џорџа Ансона (1697—1762). Већ у јулу 1935. Министарство је поручило 174 авиона а први авион из серијске производње је полетео 31. децембра 1935; са укљученим свим изменама предложеним у току испитивања прототипа. Испоруке за РАФ су почеле 6. марта 1936. године.

## Технички опис
Авион Авро Ансон је двомоторни вишеседи авион конзолни самоносећи нискокрилац мешовите конструкције.
Носећа конструкција трупа је направљена од челичних цеви и профила који су спојени аутогеним заваривањем. Предњи део трупа је обложен алуминијумским лимом који је закивцима причвршћен за носећу конструкцију. Репни део авиона је обложен импрегнираним платном. За погон овог авиона су коришћени два клипна радијална ваздухом хлађена мотора са седам цилиндара Armstrong Siddeley Cheetah IX снаге 350 KS сваки, смештени на крила авиона. Елисе су биле дрвене вучне фиксног корака код већине типава ових авиона.
Крила авиона Авро Ансон су са две рамењаче кутијастог типа. Конструкција је метална а облога од алуминијумског лима закивцима причвршћена за носећу конструкцију. Облик крила је једнакокраки трапез који се завршавао полукружно, а оса крила је управна на осу трупа авиона. Реп авиона се састоји од једног вертикалног стабилизатора и кормила правца и два хоризонтална стабилизатора који су причвршћена за труп авиона са кормилима дубине. Носеће конструкције репа су металне направљене од челичних цеви а облога је од импрегнираног платна. Управљачке површине кормило правца и кормило дубине су металне конструкције обложене такође импрегнираним платном.
Стајни трап му је класичан имао је две предње ноге са нископритисним гумама, предњи точкови су се уз помоћ хидрауличног уређаја увлачили у носаче мотора у току лета, а задњи само усмеравајући који се у току лета није увлачио у труп авиона се налази на репу авиона. Точкови предњих ногу стајног трапа су се увлачили унапред. С обзиром да у гондоли мотора није било доста простора за смештај точка они су у увученом стању вирили изван облоге мотора.
Војна верзија овог авиона је била наоружана:
напред 1 x митраљез калибра 7,7 mm.
назад 1 х митраљез на турели калибра 7,7 mm.
2 х 250 kg бомби.

### Варијанте
- Mk I — верзије са моторима Armstrong Siddeley Cheetah IXС снаге 360 KS (268 kW)
- Mk II — верзија са моторима Jacobs L-6MB снаге 243 kW, произведен у Канади, који се користе у САД под ознаком TА-20
- Mk III — верзија са моторима Jacobs R915 L-6 снаге 243 kW, произведен у Великој Британији
- Mk IV — верзије са моторима Wright Whirlwind R975E-1 са снагом од 243 kW, произведен у Канади и Великој Британији
- Mk V — верзије са моторима Pratt & Whitney R-985-AN-14B снаге 331 kW
- Mk VI — верзија школског авиона за обуку бомбардера и стрелаца са моторима Pratt & Whitney R-985, произведен у Канади 1 авион
- Mk X — 104 авиона Mk I конвертовано у модел Mk X
- Mk XI — транспортни авион
- Mk XII — санитетски авион са моторима Amstrong Siddeley Cheetah XV са снагом од 313 kW
- Mk XIX (C.19) — 264 авиона Ансон произведених за РАФ, коришћени као авиони за везу

## Земље које су користиле Авион
| - Авганистан - Аргентина - Аустралија - Бахаме - Бразил - Белгија - Куба - Канада - Чехословачка - Финска - Француска | - Грчка - Холандија - Египат - Естонија - Етиопија - Индија - Иран - Ирак - Ирска - Израел - Парагвај - Португалија | - Родезија - Саудијска Арабија - Уједињено Краљевство - Нови Зеланд - Норвешка - Турска - Југославија - Јужна Африка - Јужна Родезија - Сирија - САД |

## Оперативно коришћење
Авион Авро Ансон се производио у Великој Британији и Канади у периоду од 1936 до 1952. године а укупно је произведено 11.020 примерака овог авиона што несумњиво говори о употребној вредности овог авиона.
У британском Краљевском ратном ваздухопловству авиони Авро Ансонсу коришћени од 6. март 1936. године. Првобитна намена овог авиона је била лаки бомбардер и за ту намену су и обучене прве посаде. При избијању Другог светског рата у РАФ-у је било оперативно 12 ескадрона ових авиона. Пошто овај авион није дорастао задацима пробијања добро организоване немачке противавионске одбране промењена му је улога па је добијао задатке обалског патролног авиона. Ову улогу је једно време успешно радио да би га касније претворили у авион за обуку и тренажу пилота вишемоторних авиона Авро Ланкастер, као и за обуку навигатора и радио оператера. Ту улогу је овај авион радио до краја рата. Поред ових оперативних борбених задатака авион је служио и као лаки путничко-транспортни авион и авион за везу стим што је ову улогу обављао и након завршетка рата. Из оперативне службе РАФ-а овај авион је повучен 28. јун 1968. године.
У канадском ратном ваздухопловству уз помоћ овог авиона организована је веома успешна служба патролирања како у приобаљу така и за праћење конвоја. Према сведочењу капетана немачких подморница ови авиони су били црна мора за немачке подморнице. Са наоружањем од два митраљеза и две подвешане бомбе од 250 kg ови авиони су успешно ометали активност подморница.
Аустралијско ратно ваздухопловсто је имало преко 1.000 авиона Ансон који су службовали све до 1955. године. У САД је за време рата коришћено 50 авиона произведених у Канади који су били означени као АТ 20. Авиони Авро Ансон си у току рата и послератаног периода коришћени још и у ратним ваздухопловствима Авганистана, Индије, Новог Зеланда, Египта и Југославије.
После Другог светског рата ратни вишкови ових авиона су претварани у путничке и транспортне авионе који су коришћени за линијски саобраћај на кратким релацијама, за чартер летове као и за компанијске авионе великих фирми. Многи ови авиони су завршили као приватни авиони богатих људи.

### Авион Авро Ансон у Југославији
Први авион Авро Ансон је Југословенска армија добила од РАФ-а у току 1945. године а био је намељен за превоз највиших чланова Врховног штаба.
Југословенско ратно ваздухопловство и противваздушна одбрана (РВ и ПВО) је у Великој Британији купило 1951. године шест авиона Авро Ансон Mk I и два авиона Авро Ансон Mk V у Канади, који су распоређени у 119 авио транспортни пук и служили су све до 1959. године када су расхподовани. Ови авиони су имали шест седишта, два члана посаде и служили су за лаки транспорт људства и материјала на кратким локалним линијама.